# ExifTool
ExifTool è un software gratuito e open source che consente di leggere, scrivere e manipolare metadati di immagini, audio, video e PDF. È indipendente dalla piattaforma, disponibile sia come libreria Perl (Image :: ExifTool) sia come applicazione da riga di comando. ExifTool è comunemente incorporato in diversi tipi di flussi di lavoro digitali e supporta molti tipi di metadati tra cui Exif, IPTC, XMP, JFIF, GeoTIFF, Profilo ICC, Photoshop IRB, FlashPix, AFCP e ID3, nonché i formati di metadati specifici del produttore di molti fotocamere digitali.
Il sito di hosting di immagini Flickr utilizza ExifTool per analizzare i metadati dalle immagini caricate.

## Incapsulamento di meta-informazioni
ExifTool implementa il proprio formato di metadati aperto. È progettato per incapsulare meta informazioni da molte fonti, in forma binaria o testuale, e raggrupparle insieme a qualsiasi tipo di file. Può essere un singolo file, racchiudendo dati esistenti o utilizzato come file sidecar, supportando ad esempio metadati Exif o XMP.

## Tipi di file supportati
ExifTool può leggere, modificare o creare file in vari formati, la cui lista completa, in costante aggiornamento può essere reperita sul sito ufficiale.